# Piero De Martini
Piero De Martini (Milano, 17 aprile 1939) è un architetto, designer e musicologo italiano, ha collaborato per tutta la sua carriera con l'azienda di design Cassina.

## Biografia
Nasce a Milano nel 1939, ove si laurea in Architettura nel 1964. Inizia a dedicarsi alla libera professione nel campo dell’edilizia residenziale e del restauro conservativo. Dal 1969 inizia ad occuparsi di design e nel 1975 inizia a collaborare con Cassina. Da questa collaborazione nasce il noto programma "La Barca", elementi in frassino naturale che costituiscono divani, tavoli, letti. Il suo particolare metodo di lavoro si è sempre fondato su una stretta collaborazione fra designer, artigiani e Art Director già dal momento di definizione dei prototipi. In seguito disegna altri prodotti per Cassina e per altre aziende del settore, con particolare dedizione all’arredo per la casa, apprezzati e segnalati in varie pubblicazioni e mostre. Oltre all'attività di designer De Martini ha studiato pianoforte ed è diventato musicologo per passione. 
Riferendosi a una frase di Massimo Mila: «Se conservatorio è il luogo dove si conserva la ricchezza musicale del passato, il Coro della S.A.T. potrebbe avere diritto di intitolarsi Conservatorio delle Alpi», De Martini nel 2009 ha scritto Il Conservatorio delle Alpi che descrive la storia del Coro della SAT (Società Alpinisti Tridentini); nel volume l'autore narra del percorso del gruppo dei giovani fondatori inframmezzandolo con la sua vicenda personale di grande appassionato dei canti di montagna. Nel 2018, riguardo agli studi di musicologia, scrive il libro "Le case della musica" edito da Il Saggiatore; il volume è un viaggio intimo e spirituale nelle case dove sono nati e vissuti alcuni dei più grandi compositori, dall'abitazione di Bach a Eisenach, a quella di Mozart a Salisburgo, alla casetta di Carbonin Vecchia in mezzo ai boschi di Mahler. Per il medesimo editore pubblica nel 2020 il volume Schumann. L'ultimo capitolo, nel 2021 Johannes Brahms. Autobiografia dell'artista da giovane e nel 2024 Le estati (quasi) felici di Gustav Mahler.

## Opere (parziale)
- Piero De Martini, Il conservatorio delle Alpi. Il coro della SAT: storia, documenti, testimonianze (con CD audio contenente 24 registrazioni e vari interventi, fra cui quello di Arturo Benedetti Michelangeli), Milano, Bruno Mondadori, 2009. ISBN 978-88-6159-364-0.
- Piero De Martini, Mozart a Praga, Bruno Mondadori, Milano, 2013
- Piero De Martini, Chopin. Le estati a Nohant, Il Saggiatore, Milano, 2016
- Piero De Martini, Le case della musica, Il Saggiatore, Milano, 2018
- Piero De Martini, Schumann. L'ultimo capitolo, Il Saggiatore, Milano, 2020
- Piero De Martini, Johannes Brahms. Autobiografia dell'artista da giovane, Il Saggiatore, Milano, 2021
- Piero De Martini, Le estati (quasi) felici di Gustav Mahler, Il Saggiatore, Milano, 2024